# Карайнагар (підрозділ окружного секретаріату)
Підрозділ окружного секретаріату Карайнагар — підрозділ окружного секретаріату округу Джафна, Північна провінція, Шрі-Ланка. Складається з 9 Грама Ніладхарі.

## Демографія
| №    | Грама Ніладхарі              | Населення | Чоловіки | Жінки | Діти  | Дорослі |
| ---- | ---------------------------- | --------- | -------- | ----- | ----- | ------- |
| J/40 | Західний Карайнагар          | 1,395     | 676      | 719   | 497   | 898     |
| J/41 | Північно-Західний Карайнагар | 294       | 135      | 159   | 86    | 208     |
| J/42 | Східний Карайнагар           | 1,432     | 705      | 727   | 434   | 998     |
| J/43 | Південно-Східний Карайнагар  | 447       | 211      | 236   | 100   | 347     |
| J/44 | Південний Карайнагар         | 805       | 396      | 409   | 316   | 489     |
| J/45 | Південно-Західний Карайнагар | 1,002     | 474      | 528   | 398   | 604     |
| J/46 | Північний Карайнагар         | 672       | 313      | 359   | 220   | 452     |
| J/47 | Північно-Східний Карайнагар  | 1,531     | 741      | 790   | 480   | 1,051   |
| J/48 | Центральний Карайнагар       | 1,282     | 575      | 707   | 407   | 875     |
|      | Всього                       | 8,860     | 4,226    | 4,634 | 2,938 | 5,922   |